# Aufforderung zur Abgabe eines Angebots
Die Aufforderung zur Abgabe eines Angebots (lat. auch: invitatio ad offerendum; oft vereinfacht invitatio) ist im deutschen Zivilrecht eine rechtlich nicht verpflichtende Handlung zum Abschluss eines Vertrags.

## Vertragsgrundsätze
Verträge kommen durch Angebot gemäß § 145 BGB und Annahme  des Angebots gemäß § 147 BGB zustande. Nur der wirksame Antrag, die Offerte, und dessen wirksame Annahme auf der Gegenseite sind rechtlich bindende Willenserklärungen. Bei Kaufverträgen des täglichen Lebens wird die Willensäußerung regelmäßig verkürzt, indem die Annahmeerklärung dem Antragenden gegenüber nicht ausdrücklich, sondern durch schlüssiges Handeln (konkludent) zum Ausdruck gebracht wird. Derartige Formen von Erklärungen genügen nach der Verkehrssitte zur Wirksamkeit.
Aber nicht jede Offerte umfasst bereits ein bindendes Vertragsangebot. Häufig will der eine Teil nur, dass der andere Teil ein Angebot abgibt, und fordert durch geeignetes Medium zur Angebotsabgabe auf, er lädt dazu ein (invitatio). Erst wenn der Aufgeforderte eine Erklärung abgibt, liegt eine Angebotserklärung vor. Diese kann vom Auffordernden wiederum angenommen werden und führt zum Vertragsschluss. Als invitatio gilt beispielsweise die Aufforderung über Zeitungsanzeigen, Plakate, Schaufensterauslagen, Preislisten, Speisekarten oder Kataloge. Sind Angaben im Werbemittel fehlerhaft, können diese noch geändert werden, denn mangels Angebots besteht noch keine Bindung ans Angebot. 
Anderes gilt bei Verkaufsautomaten: Hier gibt der Automatenaufsteller ein verbindliches Angebot ab, eine so genannte offerta ad incertas personas. Ordnungsgemäßer Geldeinwurf und Warenentgegennahme führen direkt zum Abschluss eines Kaufvertrags.

## International

### Schweiz
In der Schweiz wird wie in Deutschland zwischen dem verbindlichen Angebot (Art. 3 OR) und der unverbindlichen Aufforderung zur Angebotsabgabe unterschieden (Art. 7 OR). Die Versendung von Tarifen, Preislisten und dergleichen bedeutet an sich keinen Antrag (Art. 7 Abs. 2 OR). Dagegen gilt die Auslage von Waren mit Angabe des Preises in der Regel als Antrag (Art. 7 Abs. 3 OR). 

### Polen
Anzeigen, Preislisten und ähnliche Informationen, die sich an die Öffentlichkeit oder an einzelne Personen richten, sind im Zweifel nicht als Angebot, sondern als invitatio ad offerendum zu verstehen (Art. 71 Kodeks cywilny). Die Auslage von Waren mit Angabe des Preises an einem öffentlichen Verkaufsort gilt hingegen als Angebot (Art. 543 Kodeks cywilny).  